# Ladislav Drozdík
Ladislav Drozdík (ur. 3 marca 1930 w Novej Bani, zm. 4 marca 2017) – słowacki językoznawca, orientalista i tłumacz.
W 1953 roku ukończył studia z filologii semickiej na Wydziale Filozoficznym Uniwersytetu Komeńskiego w Bratysławie. Doktoryzował się w 1967 roku, a w 1992 roku został mianowany profesorem.
Położył zasługi w dziedzinie arabistyki. W 1967 roku został powołany na stanowisko prezesa Słowackiego Towarzystwa Orientalistycznego. Pełnił tę funkcję do 1987 roku.
Rozważał problematykę standardowego języka arabskiego w konfrontacji z pospolitymi odmianami tego języka. Poświęcił się leksykologii arabskiej, zajmując się słownictwem, derywacją, kompozycją oraz zjawiskiem zapożyczeń.
Tłumaczył literaturę arabską na język słowacki. Za przekład książki al-Muqaddima otrzymał Nagrodę Jána Hollego.

## Wybrana twórczość
- Jazyky sveta (współautorstwo, 1983)